# Кейли (танец)
Кейли — общий термин для обозначения традиционных групповых танцев в Ирландии и Шотландии, а также в более широком смысле — музыки для этих танцев и вечеринок, на которых танцуются эти танцы.
Изначальное значение слова Кейли — праздник, вечеринка. Это значение сохранилось и в шотландском и в ирландском языке, но в более узком смысле используется в обоих языках для обозначения определённого вида танцев. И в Ирландии и в Шотландии это социальные танцы, то есть танцы — общение для некоторого количества танцоров: пары, сета (группы от 4 до 16 человек) или построений из большого количества человек.
В Ирландии и Шотландии танцы для кейли-вечеринок развивались независимо, и в результате сейчас под кейли-танцами в Ирландии и Шотландии подразумеваются совсем разные танцы. Различия наблюдаются как в технике исполнения, так и в рисунках танцев, в их сложности и требованиях к подготовленности танцора. В Шотландии кейли ближе к изначальному смыслу слова — танцев для праздников, так как являются самыми простыми из шотландских танцев. В Ирландии старое значение слова было деформировано деятельностью Гэльской Лиги, которая в рамках возрождения ирландской культуры отобрала 30 народных фигурных танцев, объявила только их истинно ирландскими и запретила танцевать остальные как недостаточно ирландские. В результате сейчас в Ирландии под танцами кейли подразумевают обычно только 30 танцев, описанных в книге «Ár Rinncide Foirne», а также фигурные танцы, похожие по стилю, исполняемые на соревнованиях по ирландским танцам. Эти танцы требуют большей подготовленности танцора, чем шотландские кейли.

## Шотландские Кейли
Название происходит от шотландского «ceilidh» — праздник. Это вид танцев, который всегда танцевался на праздниках в деревнях и пабах. Так как такие общедеревенские события были ещё и неформальными способами оценить будущих женихов и невест, то и танцы такие в большинстве своем парные. Часто даже парные танцы танцуются со сменой партнеров, чтобы каждый участник мог потанцевать со всеми партнерами, никому не обещая танец отдельно.
К кейли относятся: польки, вальсы, тустепы и тристепы, хорнпайпы и кадрили.
Полька — быстрый парный танец. Его размер — 2/4. Польки отличаются заводным характером, весельем и некоторой беспорядочностью. Существует особый вид длинных полек — польки «на выживание» или «сумасшедшие» польки (от англ. «crazy polka»). Это маленькое соревнование между музыкантами и танцорами — кто дольше продержится. Чаще всего это последний танец вечеринки.
Вальс — медленный парный танец. Его отличает горделивость и плавность движений. Этот танец на протяжении нескольких веков считался самым интимным. Размер вальса — ¾. Изначально вальсы были только бальными танцами, но из-за возросшей популярности их стали танцевать даже на простых деревенских праздниках.
Тустеп и тристеп (от англ. «two step» и «three step» соответственно) — несложные танцы, похожие на польку. Могут содержать в себе полечные элементы, например, кружение. Размер такой же, как у польки — 2/4. Множество тустепов были написаны в 1920-х годов в Америке в эпоху расцвета джаз-бэндов.
Хорнпайпы в основном парные танцы (название дано по названию музыки, а её название в свою очередь произошло от старинного духового инструмента). Музыка имеет размер 4/4. Акцент ложится на первую и третью ноты. Особенность в том, что в каждом такте одна из нот играется триолью — то есть нота (длительностью в четверть) заменяется трелью из трех очень коротких нот (каждая длительностью 1/16). Часто квадрат танца делится на 2 равные части: фигура и кружение шагом кантри-полька. Подклассом хорнпайпов являются Скоттиши. Примером не парного, массового хорнпайпа является танец Palais Glide.
Кадрили (от Quadrille) — это сетовые кейли танцы, танцуемые обычно 4 парами (но могут быть и 4 тройки), стоящими по сторонам квадрата (отсюда и quadro). Имеют размер 2/4 или 6/8 и часто танцуется под польки.

## Ирландские кейли
Ирландские кейли представляют собой групповые фигурные танцы, которые исполняют как на соревнованиях по ирландским танцам, так и для развлечения на танцевальных вечеринках. Все систематизированные Гэльской Лигой танцы строятся на основе небольшого количества базовых шагов: side step, threes, promenade step, rising step и rise and grind. Все эти шаги являются основой сольных ирландских танцев и изучаются детьми, занимающимися ирландскими танцами, в первую очередь.
В танцах кейли используется несколько начальных построений танцоров:
- Круг: танцоры парами берутся за руки, образуя круг.
- Шеренга: танцоры выстраиваются в две шеренги, девушки напротив молодых людей. На количество пар в разных танцах накладывается разное ограничение: любое чётное количество, не больше 5 пар и т. п.
- Сет: от двух до восьми пар на одинаковом расстоянии друг от друга образуют треугольник, квадрат или многоугольник.
- Улица, или колонна: к сету из двух пар спина к спине строится следующий сет, к ним следующий и так далее, в зависимости от количества желающих танцевать и свободного места. Улица может также строиться из троек танцоров (две партнёрши с одним партнёром) и четвёрок (две пары рядом).

Для танца характерны сложные перестроения внутри своего сета. В танцах шеренгой и улицей после окончания сюжета партнёры оказываются на других местах и начинают танец снова с другими контр-партнёрами. Танцы в сете обычно имеют сложное строение танца с вступлением, завершением, «боди» — телом танца которое повторяется несколько раз, и фигурами которые танцуются между боди и не повторяются. Такая структура танца характерна для многих народных танцев, в том числе для другого вида ирландского танца — сетовых ирландских танцев, родственных французским и русским кадрилям.

### Музыкальное сопровождение
Музыкальное сопровождение играет ключевую роль в ирландских кейли, добавляя динамику и эмоциональную насыщенность танцевальному процессу. Традиционно для кейли используются живые музыкальные инструменты, такие как ирландская волынка (uillean pipes), флейта, скрипка (fiddle), аккордеон, бодхрен (ирландский барабан), а также различные виды флейт и свистков. Эти инструменты создают уникальное звучание, которое является неотъемлемой частью ирландской культурной идентичности.
Музыка для кейли может варьироваться от традиционных ирландских мелодий до современных композиций с элементами фолка. Существует несколько основных типов музыкальных произведений, используемых для кейли, среди которых:
1. Reels – один из наиболее популярных и живых типов мелодий, исполняемых в быстром темпе. Они обладают ритмичной и заразительной энергией, что делает их идеальными для веселых и динамичных танцев.
2. Jigs – другой распространенный тип музыки для кейли, отличающийся своим трехдольным ритмом. Jigs могут быть как быстрыми, так и более медленными, придавая танцам различную эмоциональную окраску.
3. Hornpipes – характеризуются более медленным и измеренным ритмом с сильно акцентированными битами. Эти мелодии идеально подходят для танцев с более строгой и точной хореографией.
4. Polkas и Slides – более быстрые и веселые мелодии, которые добавляют кейли ощущение непринужденности и радости.

Музыканты на кейли обычно играют на небольшой сцене или прямо на полу среди танцующих, что создает ощущение единения и взаимодействия между исполнителями и участниками танца. Иногда к музыкантам присоединяются певцы, исполняющие традиционные ирландские песни, что еще больше усиливает культурное погружение и атмосферу праздника.
Современные кейли могут также включать в себя электронные версии традиционной ирландской музыки, что привлекает молодежную аудиторию и добавляет новизны в традиционные танцевальные вечера. Независимо от стиля, музыкальное сопровождение на кейли всегда стремится подчеркнуть и усилить красоту и энергетику ирландских танцев.

### Костюмы
Костюмы являются неотъемлемой частью ирландских кейли, добавляя яркости и уникальности визуальному образу танцев. Традиционные ирландские танцевальные костюмы отражают богатую историю и культурное наследие Ирландии, сочетая в себе элементы гэльской истории с современными тенденциями.

#### Женские костюмы
Женские костюмы для кейли часто включают в себя яркие платья с традиционными ирландскими узорами, такими как кельтские узлы, спирали и трилистники. Платья обычно выполнены из тканей высокого качества, таких как шерсть, шелк или сатин, и могут быть украшены вышивкой, кружевом или стразами. Длина платья варьируется, но часто она доходит до колена или чуть ниже, чтобы не ограничивать движения во время танца.

#### Мужские костюмы
Мужские костюмы обычно более сдержанные и включают в себя черные или темно-зеленые брюки, белую рубашку, жилет и пиджак. Иногда костюм дополняется традиционным ирландским пледом, который носится через плечо и закрепляется брошью. Также в костюм могут входить аксессуары, такие как галстук или бабочка с национальным орнаментом.

#### Обувь
Обувь для ирландских танцев специфическая: женщины обычно носят мягкие туфли для танцев на плоской подошве, называемые «ghillies», которые обеспечивают необходимую гибкость и позволяют выполнять сложные шаги. Мужчины носят более твердую обувь, похожую на традиционные туфли для степа, которые издают характерные звуки при ударах о пол.

#### Современные тенденции
Современные тенденции в ирландских танцевальных костюмах включают в себя использование новых материалов и технологий для создания более легких и удобных костюмов, которые лучше подходят для интенсивных танцев. Кроме того, дизайн костюмов становится все более индивидуализированным, с уклоном в персонализацию и уникальность. Это позволяет танцорам не только выразить свою индивидуальность, но и подчеркнуть свою принадлежность к определенной танцевальной школе или региону.

### Обучение и передача традиции
Обучение и передача традиции ирландских танцев являются ключевыми элементами в сохранении и развитии этого уникального искусства. Ирландские танцы, со своими сложными шагами и ритмами, требуют тщательного обучения и практики. Методы обучения могут варьироваться от неформальных сессий в местных общинах до профессиональных танцевальных академий, где обучение проходит под руководством опытных мастеров.

#### Система обучения
Традиционно обучение ирландским танцам начинается с освоения базовых шагов и техник. Ученики постепенно переходят к более сложным комбинациям и фигурам, участвуя в групповых и сольных выступлениях. Существует несколько уровней мастерства, начиная от начинающих и заканчивая чемпионами, участвующими в национальных и международных соревнованиях.
Ирландские танцевальные школы часто используют соревновательный подход как стимул для развития навыков своих учеников. Это не только способствует повышению технической подготовки и исполнительского мастерства, но и помогает сохранить дух соперничества и стремления к совершенству, характерные для ирландских танцев.

#### Передача традиции
Передача традиции играет центральную роль в обучении ирландским танцам. Это не просто передача знаний о технике танца, но и воспитание уважения к культурному наследию, истории и значениям, заложенным в основу ирландских танцев. Мастера и преподаватели стараются вдохновить учеников на изучение и сохранение традиционных элементов танца, а также на эксперименты и создание новых хореографических работ, отражающих современное видение ирландского танца.